# بن یعقوب سباح
بن یعقوب سباح (عربی: بن يعقوب سباح؛ زادهٔ ۱۳ مارس ۱۹۶۰) بازیکن فوتبال اهل الجزایر بود.
از باشگاه‌هایی که در آن بازی کرده‌است می‌توان به باشگاه فوتبال مولودیه وهران اشاره کرد.